# Johannes Widmann
Johannes Widmann (1460-sau 1498) là nhà toán học người Đức. Năm 1489, Widmann đã đưa ra ký hiệu + và - để chỉ phép cộng và phép trừ. Ông đã mở đầu cho một cuộc cách mạng cho toán học ở châu Âu: đưa ra các ký hiệu để viết gọn các bài toán và các phương trình.